# Герд (пристрій)

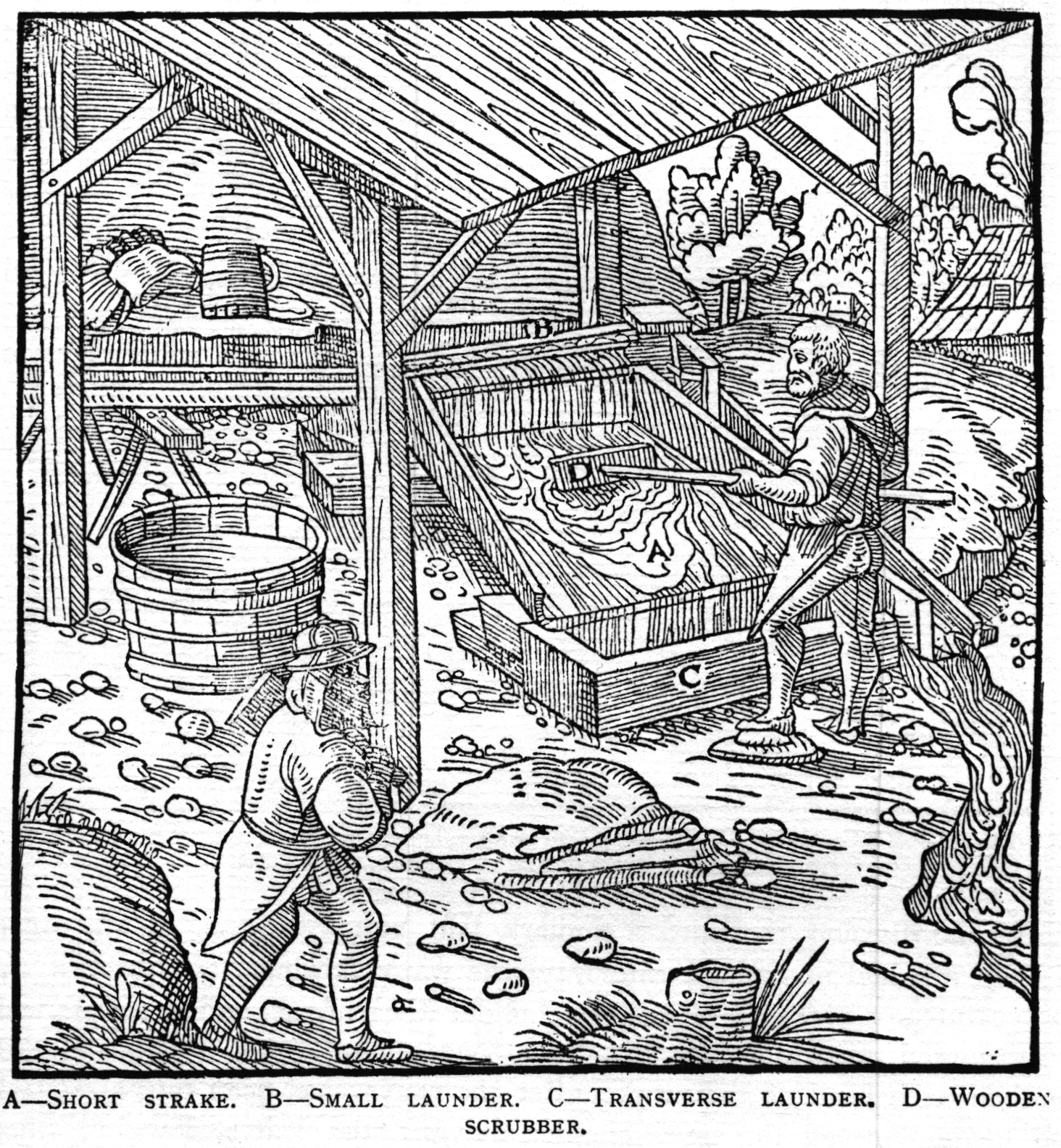
Герд

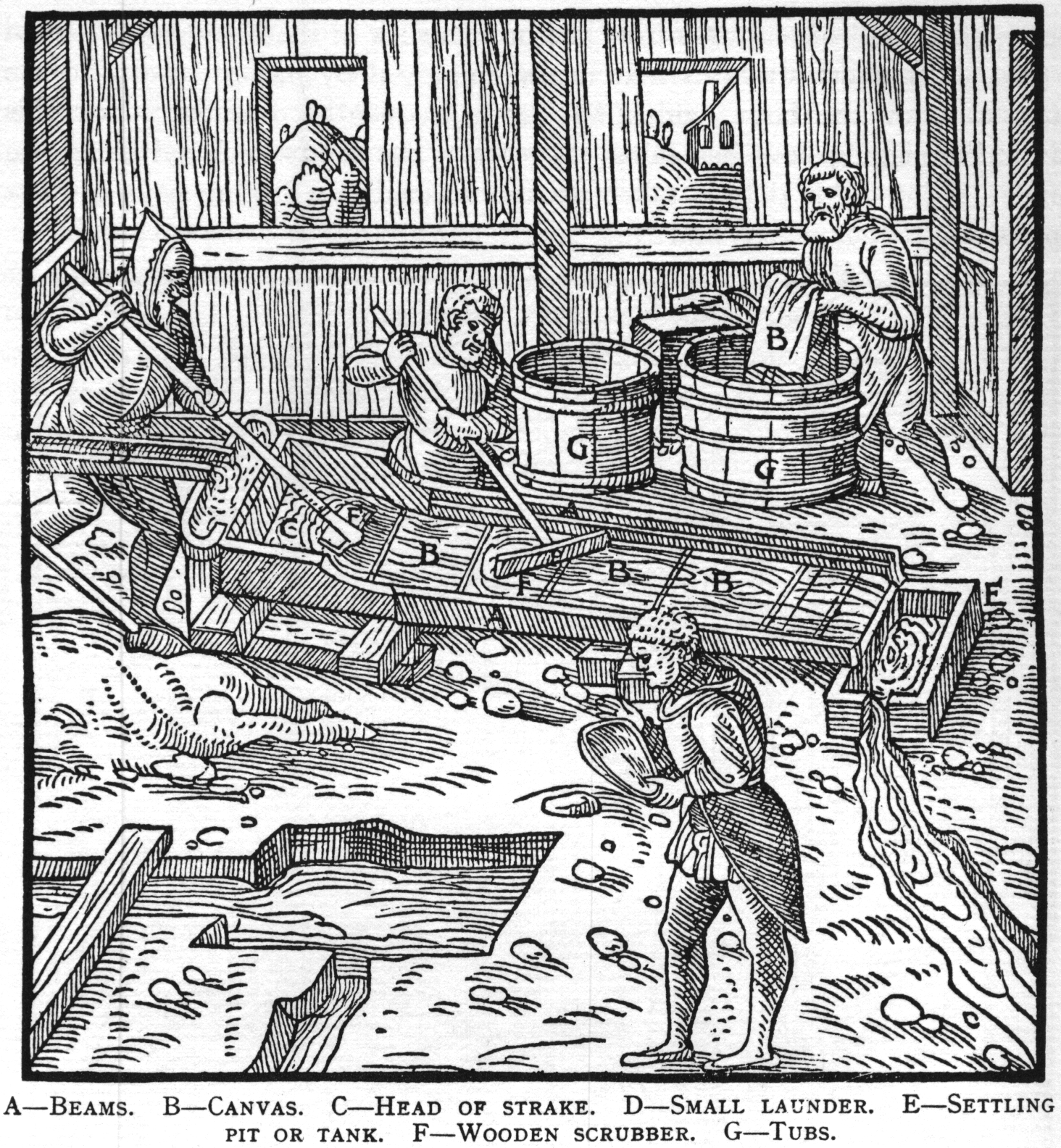
Планегерд

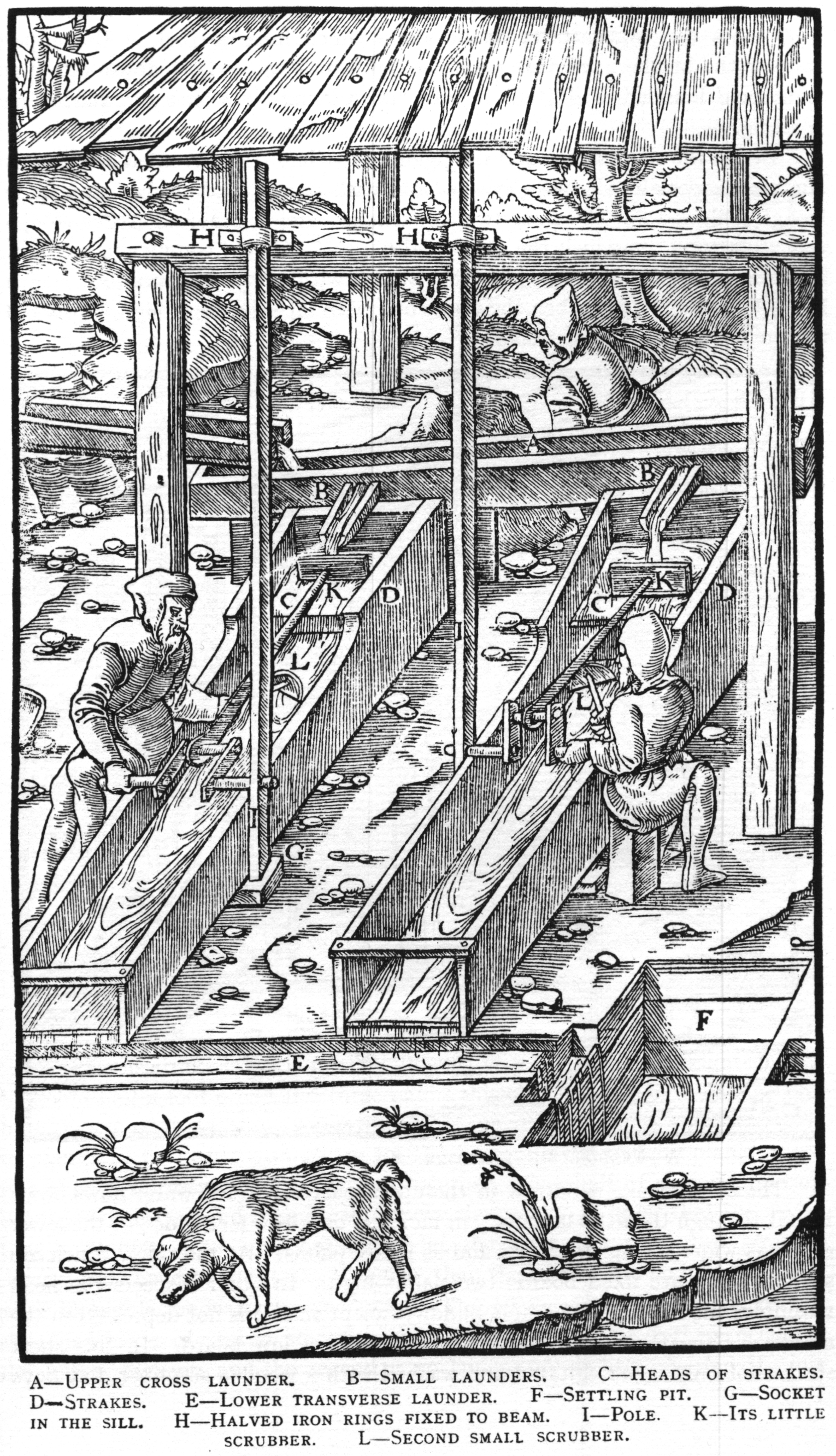
Шлемграбен

Герд — пристрій для промивання і гравітаційного збагачення корисних копалин. Описаний Георгом Агріколою у 1556 р. у фундаментальній праці «Про гірничу справу та металургію» (De Re Metallica).
Пристрій належить до класу апаратів гравітаційного збагачення у шарі води, що тече по похилій поверхні. Руду на робочій поверхні герду весь час перемішувати — важкі часточки золота чи олова опускалися на дно і застрягали у ворсинах підстилки, а легші вимивалися потоком води. Після накопичення значної кількості важкої фракції у ворсяній підстилці процес припиняли і споліскували її, вилучаючи цінний метал. Для уловлювання найтонших класів крупності застосовували покриття дна гердів шкірами волів, кінськими шкірами, зеленим сукном тощо (сьогоднішні аналоги — ворсисті шлюзи).
Ось як описує Георг Агрікола конструкцію герда у De Re Metallica:
- «Короткий герд у своїй верхній частині, в яку з жолоба ллється вода, вузький, а саме: має всього 2 фути в ширину; в нижній своїй частині він ширше, а саме: його ширина дорівнює 33/4 фути. В іншому він схожий на верх простого промивного жолоба, але на відміну від нього не заглиблений в середній своїй частині. Нижче його знаходиться поперечний жолоб, загороджений більш низенькою дощечкою. На цьому герді не тільки промивають руду, помішувану гребком, але хлопчики також відокремлюють на ньому шматки руди від породи та збирають їх в посудини.»
- «Промивний герд роблять з двох пригнаних одна до одної дощок довжиною 12 футів і шириною 3 фути, з безліччю отворів шириною з горошину. Щоб руда або золотовмісний пісок не висипалися на сторону, до нього прилаштовують борти. Герд цей встановлюють на козли, з яких верхні вище нижніх, щоб хрящ і дрібна галька породи могли з нього безперешкодно скочуватися. Промивальник накладає на верх герда руду або пісок і, відкривши жолобок, напускає воду і відразу ж призводить промивний матеріал в рух гребком, внаслідок чого хрящ і галька породи скочуються по герду на землю, а частинки золота і шліх просіваються через отвори герда в бак, підставлений під герд. Їх збирають і промивають в кориті.»

## Різновиди
- Планенгерд — герд, який призначений для промивки надтонких класів крупності корисних копалин.

Ось як описує конструкцію планенгерда De Re Metallica:
«Планенгерд, тобто герд, покритий розстеленими полотнами, влаштовується в такий спосіб. Встановлюються похило дві колоди довжиною 18 футів, шириною 1/2 фута і товщиною 3/4 фута. Передня половина кожного з них має виїмку, щоб в ці виїмки можна було вправити кінці дощок, так як дно герда складається з дощок довжиною 3 фути, покладених поперек, впритул одна до іншої. Половина кожної з колод є суцільною, тобто не має виїмок, і на 1/4 фута вище дощок так, щоб вода, що стікає, не витікала по боках, але текла прямо. Також і верх герда розташований вище іншої його частини і має похил, для того щоб вода могла стікати. Весь герд вистилається шістьма натягнутим полотном, яке притиснуте рейками. ..»
- «Герди, що вловлюють частинки золота, або покриті, або не покриті. Якщо вони не покриті, то частинки золота збираються в їх ямках, якщо вони покриті, то вони чіпляються до їх покрову. Ямки в них влаштовують по-різному — або залізним дротом, або поперечними рейками, прикріпленими до герда, або у формі великих або чотирикутних, або поперечних виїмок в самому герді або його верхньому лотку. Покриваються ж герди шматками шкіри або тканини, або дерном, про що я по порядку розповім.»
- Шлемграбен — похилий герд.

Ось як описує конструкцію шлемграбена De Re Metallica:
«Похилий жолоб розташуванням своїх дощок має схожість з обома описаними промивними жолобами. Його верх, як і верх інших промивних жолобів, перш за все набивають землею, утрамбовують товкачами, і потім покривають дошками. Після цього земля, якщо потрібно, ще раз утрамбовують так, щоб не залишалося будь-якої шпарки, крізь яку могла б просочуватися вода, змішана з частинками руди. Бо вона повинна текти прямо в похилу частину цього промивного жолоба. Ця його частина має 8 футів в довжину і 11/2 фути в ширину. З нею з'єднаний поперечний жолоб, що веде до резервуара, влаштованого зовні за будовою. Хлопчик бере з купи лопатою або совком ще не очищену руду або ще не очищені олов'яні зерна і накладає їх на верхній край похилого жолоба...»
Сучасний аналог — вашгерд.